# Harpiinae
Sous-famille
Les Harpiinae sont une sous-famille d'oiseaux de proie de la famille des Accipitridae. Elle est représentée par de grandes espèces à larges ailes et comprend trois genres, tous monotypiques.

## Systématique
La sous-famille des Harpiinae a été créée en 1800 par le naturaliste français René Primevère Lesson (1794-1849).

## Liste des espèces
- Genre Morphnus
  - Harpie huppée, Morphnus guianensis (Daudin, 1800)
- Genre Harpia
  - Harpie féroce, Harpia harpyja (Linnaeus, 1758)
- Genre Harpyopsis
  - Harpie de Nouvelle-Guinée, Harpyopsis novaeguineae Salvadori, 1875